# Antoine-Jérôme Balard
Pour les articles homonymes, voir Balard.
Antoine-Jérôme Balard, né à Montpellier le 30 septembre 1802 et mort le 30 mars 1876 à Paris, est un pharmacien, chimiste et professeur français, membre de l'Académie des sciences.

## Biographie
Antoine-Jérôme Balard est le fils d'un viticulteur. Il passe son enfance dans la maison de sa marraine où sa mère est cuisinière,. Il fait des études secondaires au lycée (puis collège royal) de Montpellier. En 1819, jeune bachelier, il entre comme élève à la pharmacie Laugier, durant un an et demi, puis chez Blanc durant deux années et demie. Il étudie ensuite à l'École spéciale de pharmacie de Montpellier dont il obtient le diplôme de pharmacien de 1re classe le 4 juillet 1826, en présentant une thèse intitulée : Essai sur le cyanogène, et sur quelques-unes de ses combinaisons. Il fonde sa propre officine en 1828 dans l'immeuble voisin de l'habitation de sa marraine, dont celle-ci vient de faire l'acquisition. Il la cédera à son ancien élève pharmacien en 1838.
En parallèle de ses études et de son activité dans la pharmacie, il travaille à la faculté des sciences de Montpellier comme préparateur de chimie (6 juillet 1820 à octobre 1834) auprès du professeur Joseph Anglada, ainsi qu'à l'usine de produits chimiques de La Paille dirigée par son professeur de chimie à l'École spéciale de pharmacie, Jacques Étienne Bérard. Cette usine avait été fondée par Jean-Antoine Chaptal peu avant la Révolution, il s'était alors associé son ancien préparateur de cours de chimie Étienne Bérard, qui devint l'unique propriétaire à partir de 1808. En 1813, Bérard devient également trésorier de l'École spéciale de pharmacie. Son fils Jacques Étienne Bérard, ancien préparateur de Berthollet à Paris, devient professeur de chimie à l'École spéciale de pharmacie en 1817 et professeur à la faculté de médecine en 1832, en outre son père lui confie la direction de l'usine.
Sur proposition du conseil de l'école et de l'Académie des sciences, Balard est nommé, à l'âge de 27 ans, professeur adjoint de chimie à l'École spéciale de pharmacie en décembre 1829. Il y est chargé du cours de physique en 1837. À la rentrée 1830, il devient également professeur de chimie au collège royal de Montpellier. En septembre 1834, il soutient ses thèses devant la faculté des sciences de Montpellier, en section de chimie : « Recherches sur la nature des combinaisons décolorantes du chlore » et en physique : « Fragment d'un travail sur les combinaisons du brome et de l'oxygène » et obtient à 32 ans le doctorat ès sciences physiques. Sur proposition du conseil de la faculté et du conseil académique, Balard est nommé professeur titulaire de la chaire de chimie de la faculté des sciences de Montpellier en octobre 1834, à la suite du décès d'Anglada fin 1833. Il y choisit Pierre-Fleurus Thouéry comme préparateur. Il occupe cette chaire jusqu'à son départ à Paris en 1841, Charles Frédéric Gerhardt lui succédant.
En 1838-39, il est chargé, à la suite de Jean-Baptiste Boussingault de la suppléance de Jean-Baptiste Dumas, professeur adjoint de chimie à la faculté des sciences de Paris, suppléant du professeur titulaire Louis Jacques Thénard. La suppléance est confiée à Eugène-Melchior Péligot l'année suivante. À la suite du départ de la faculté de Thénard en 1840, Dumas devient titulaire de la chaire de chimie, rendant vacante sa place de professeur-adjoint qui est attribué en mars 1840, sur proposition du conseil de la faculté et du conseil académique, à Balard, âgé de 37 ans et demi. La place de professeur-adjoint est transformée en seconde chaire de chimie en 1847. C'est au cours de l'année 1844 qu'il parvient à synthétiser le nitrite d'amyle, qui entre dans la composition du poppers. La même année, en novembre 1844, il est élu à l'Académie des sciences. Il est également nommé maître de conférences de chimie à l'École normale supérieure en octobre 1846, en remplacement de Guérin-Varry admis en retraite, fonctions qu'il occupe jusqu'en 1851, où Henri Sainte-Claire Deville lui succède. Il s'attache à cette occasion Louis Pasteur comme préparateur conservateur des collections de chimie.
En janvier 1851, à l'âge de 48 ans, il est désigné par l'Académie des sciences, contre l'avis de l'assemblée des professeurs du Collège de France qui lui préfère Auguste Laurent, pour succéder à Théophile-Jules Pelouze à la chaire de chimie du Collège. Il y fait son premier cours le 26 février 1856. Il prend tout d'abord Marcellin Berthelot comme préparateur, jusqu'en 1859, date à laquelle ce dernier est nommé professeur de chimie à l'École supérieure de pharmacie, puis son fils Jules Balard. En 1861, Balard perd successivement sa mère, âgée de 80 ans, son fils Jules, âgé de 25 ans et son père âgé de 84 ans. Paul Renoux, licencié ès sciences mathématiques et physiques, gendre adoptif de Balard, succède à Jules Balard comme préparateur jusqu'à son décès en 1865, où il est remplacé par Paul Schützenberger.
En 1867, âgé de 65 ans, Balard est nommé inspecteur général de l'enseignement supérieur dans l'ordre des sciences, en remplacement de Dumas, et quitte la faculté des sciences de Paris, où Henri Sainte-Claire Deville lui succède. Il est nommé professeur honoraire. À la création de l'École pratique des hautes études, il en devient directeur de laboratoire et président de la 2e section.
On lui doit la découverte du brome, corps simple métalloïde qu'on n'était pas encore parvenu à isoler, et dont il trouva de nombreuses applications à la science et à l'industrie.
Il a également rendu service aux arts industriels en extrayant directement de l'eau de mer le sulfate de soude, ce qui permit de livrer en abondance et à bas prix la soude factice et les sels de potasse et du commerce.
Ses travaux sont exposés dans les Mémoires qui font partie des Comptes rendus de l'Académie des sciences et des Annales de physique et de chimie. La découverte du brome lui valut la Royal Medal de la Royal Society en 1830.
Antoine-Jérôme Balard mourut le 30 mars 1876 à Paris, en son domicile situé 100, rue d'Assas (6e arrondissement). Les obsèques eurent lieu le 3 avril suivant. Après le service en l'église Notre-Dame-des-Champs, sa paroisse, il fut inhumé au cimetière du Montparnasse (29e division). 

### Domiciles
A Paris, Balard a successivement habité 10, rue Saint-Victor, 9 rue de Sorbonne, 16, rue d'Enfer et 72 rue de l'Ouest (ancien 11e arrondissement, quartier du Luxembourg), devenu le 100, rue d'Assas par fusion de ces deux rues sous la dénomination commune rue d'Assas en 1868.

## Distinctions
- Commandeur de la Légion d'honneur (1863), Officier (1855), Chevalier (1837)[6].

## Hommages
- Une rue, une place, ainsi que la station de métro et celle de tramway (ligne 3a) débouchant sur cette dernière, toutes situées dans le 15e arrondissement de Paris ont été baptisées en son honneur ;
- Le pôle d'excellence chimie en Languedoc Roussillon porte son nom, ainsi qu'une école élémentaire à Montpellier.

## Source et références
Cet article comprend des extraits du Dictionnaire Bouillet. Il est possible de supprimer cette indication, si le texte reflète le savoir actuel sur ce thème, si les sources sont citées, s'il satisfait aux exigences linguistiques actuelles et s'il ne contient pas de propos qui vont à l'encontre des règles de neutralité de Wikipédia.
Références
1. 1 2 3   Julien Pierre, Marquet Louis. Balard. Essai de chronologie. In: Revue d'histoire de la pharmacie, 65e année, no 232, 1977. pp. 65-73.
2. ↑  Dolique Roger. Balard. Sa vie et son œuvre à Montpellier de 1802 à 1840. In: Revue d'histoire de la pharmacie, 65e année, no 232, 1977. pp. 13-27.
3. ↑  Dulieu Louis. Le chimiste Étienne Bérard, trésorier de l'École de Pharmacie de Montpellier (1764-1839). In: Revue d'histoire de la pharmacie, 38e année, no 126, 1950. pp. 40-44.
4. ↑  Denis Richard, Jean-Louis Senon et Marc Valleur, Dictionnaire des drogues et des dépendances, Paris, Larousse, 2004, 626 p. (ISBN 2-03-505431-1).
5. ↑  Bertrand Beyern, Guide des tombes d'hommes célèbres, le cherche midi, Paris, 2011, p. 190 (en ligne).
6. ↑  Base Léonore